# ادواردو کاماوینگا
ادواردو کلمی کاماوینگا (به فرانسوی: Eduardo Celmi Camavinga‎؛ زادهٔ ۱۰ نوامبر ۲۰۰۲) بازیکن فوتبال فرانسوی است که در پست هافبک هجومی و دفاع چپ برای باشگاه فوتبال رئال مادرید در لا لیگا بازی می‌کند.

## دوران باشگاهی

### رن
وی نخستین بازی خود برای تیم رن را در ۶ آوریل ۲۰۱۹ در حالی انجام داد که فقط ۱۶ سال و ۱ ماه سن داشت و به این ترتیب به جوان‌ترین بازیکن حرفه‌ای تاریخ این باشگاه تبدیل شد.
کاماوینگا به سرعت به یکی از بهترین هافبک‌های دفاعی لیگ فرانسه تبدیل شد و توجه باشگاه‌های بزرگ را به خود جذب کرد.

### رئال مادرید
نام او در لیست ابتدایی پسر طلایی ۲۰۲۱ قرار گرفته بود.
کاماوینگا در اولین بازی خود را برای رئال مادرید در ۱۲ سپتامبر ۲۰۲۱ در مقابل سلتاویگو موفق شد اولین گل خود را بزند.
او در قهرمانی رئال مادرید در لیگ قهرمانان اروپا ۲۲–۲۰۲۱ نقش مهمی داشت. او هنگامی که رئال مادرید از تیم‌های پاریس سن ژرمن، چلسی و منچسترسیتی عقب بود به عنوان بازیکن تعویضی به میدان آمد و رئال مادرید توانست در همه این بازی‌ها نتیجه را برگرداند.

## دوران ملی
در تاریخ ۸ سپتامبر ۲۰۲۰ کاماوینگا اولین بازی ملی خود برای تیم ملی فرانسه را در برد ۴ بر ۲ مقابل کرواسی انجام داد. او توانست رکورد دومین بازیکن جوان تاریخ تیم ملی فرانسه پس از مائوریس گاستیگر را به نام خود ثبت کند.
او همچنین در جام جهانی ۲۰۲۲ به اردوی فرانسه دعوت شد و اولین بازی خود را مقابل تونس انجام داد. او در فینال این مسابقات مقابل آرژانتین نیز بازی کرد.

## آمار ملی

### بازی‌های ملی
تا تاریخ ۱۷ اکتبر ۲۰۲۳
| فرانسه | فرانسه | فرانسه | فرانسه |
| سال    | بازی   | گل     | پاس گل |
| ------ | ------ | ------ | ------ |
| ۲۰۲۰   | ۳      | ۱      | ۰      |
| ۲۰۲۲   | ۳      | ۰      | ۰      |
| ۲۰۲۳   | ۷      | ۰      | ۱      |
| مجموع  | ۱۳     | ۱      | ۱      |

### گل‌های ملی
| شماره | تاریخ        | میزبان | بازی ملی | حریف    | نتیجه | رقابت   |
| ----- | ------------ | ------ | -------- | ------- | ----- | ------- |
| ۱     | ۷ اکتبر ۲۰۲۰ | سن-دنی | ۲        | اوکراین | ۷–۱   | دوستانه |

## افتخارات

### باشگاهی
رئال مادرید
- لا لیگا (۲): ۲۲–۲۰۲۱_۲۴_۲۰۲۳
- کوپا دل ری (۱) :۲۰۲۲_۲۰۲۳
- سوپرجام اسپانیا (۱): ۲۲–۲۰۲۱، ۲۴–۲۰۲۳
- لیگ قهرمانان اروپا (۲): ۲۲–۲۰۲۱، ۲۴–۲۰۲۳
- سوپرجام اروپا (۱): ۲۰۲۲
- جام باشگاه‌های جهان(۱):۲۰۲۲

### ملی
فرانسه
- جام جهانی فوتبال: نایب قهرمان: ۲۰۲۲

### فردی
- جایزه کوپا: نایب قهرمان: ۲۰۲۳